# Partito Laburista di Dominica
Il Partito Laburista di Dominica (in inglese Dominica Labour Party, DLP) è un partito politico dominicense.

## Storia
Fondato nel 1955 da Phyllis Shand Allfrey ed Emmanuel Christopher Loblack, il Dominica Labour Party è il più antico partito politico della Dominica.  Ha partecipato per la prima volta alle elezioni generali nel 1961 , vincendo sette degli undici seggi, e il leader del partito Edward Leblanc è diventato Primo Ministro della Dominica .  Nelle elezioni successive nel 1966 ha vinto tutti i seggi tranne uno. Il partito si è diviso e l'ex leader Leblanc ha vinto le elezioni del 1970 sotto la bandiera del Leblanc Labour Party .  Leblanc si è ritirato nel 1974, e gli è succeduto Patrick John . Una quarta vittoria consecutiva è stata ottenuta nelle elezioni del 1975 quando ha vinto 16 dei 21 seggi. John è stato estromesso come Primo Ministro nell'estate del 1979.
Nel 1980 il partito guidato da John subì una grave sconfitta, vedendo la sua quota di voti ridotta dal 50% al 17% e perdendo tutti i suoi seggi, poiché il Dominica Freedom Party vinse le elezioni. Nel 1983 Oliver Seraphin fu eletto leader del partito con Patrick John come suo vice. 
Il Partito Laburista Unito della Dominica guidato da Michael Douglas si unì nuovamente al Partito Laburista nel 1985, e Douglas fu eletto leader con Seraphin come suo vice.  Il partito riconquistò cinque seggi nelle elezioni del 1985 , perdendone uno nel 1990 e guadagnandone uno nel 1995 .
Nelle elezioni del 2000 , il partito riprese il potere per la prima volta dal 1975, vincendo 10 dei 21 seggi e formando una coalizione con il DFP, dopo di che Roosevelt "Rosie" Douglas divenne Primo Ministro. Tuttavia, il 1º ottobre 2000 Douglas morì improvvisamente dopo solo pochi mesi in carica e fu sostituito da Pierre Charles . Il 6 gennaio 2004, Charles, che soffriva di problemi cardiaci dal 2003, morì anche lui. Dopo la morte di Pierre Charles, il Ministro degli Esteri Osborne Riviere agì come Primo Ministro, finché il Ministro dell'Istruzione Roosevelt Skerrit non fu nominato leader politico del partito e prestò giuramento come Primo Ministro.
Sotto la guida di Roosevelt Skerrit, il partito vinse 12 seggi alle elezioni del 2005 e rimase in carica. Nelle elezioni generali del 2009 il Dominica Labour Party ottenne una terza vittoria consecutiva, vincendo 18 dei 21 seggi, nonostante le affermazioni dell'opposizione sulle irregolarità della campagna elettorale. 

## Risultati elettorali
| Anno | Voti   | Seggi   |
| ---- | ------ | ------- |
| 2000 | 15 362 | 10 / 21 |
| 2005 | 19 741 | 12 / 21 |
| 2009 | 22 262 | 18 / 21 |
| 2014 | 23 208 | 15 / 21 |
| 2019 | 23 403 | 18 / 21 |